# سوپرجام فوتبال ایتالیا ۱۹۸۹
سوپر جام فوتبال ایتالیا ۱۹۸۹ (انگلیسی: 1989 Supercoppa Italiana) دومین دورهٔ مسابقهٔ سوپر جام فوتبال ایتالیا بود که بین قهرمان سری آ و قهرمان جام حذفی فوتبال ایتالیا برگزار شد.
این دیدار در تاریخ ۲۹ سپتامبر ۱۹۸۹ برگزار شد و اینتر میلان به مقام قهرمانی دست یافت.

## تیم‌ها
- اینتر میلان: قهرمان سری آ فصل ۸۹-۱۹۸۸
- سمپدوریا: قهرمان جام حذفی ایتالیا فصل ۸۹-۱۹۸۸